# Чечевицеобразное ядро

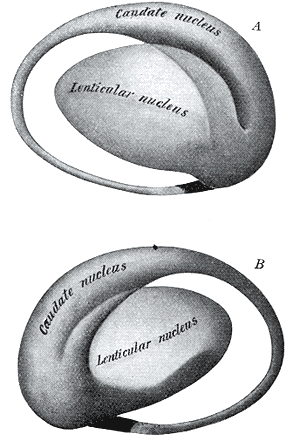
Чечевицеобразное ядро (lentiform nucleus)

Чечевицеобразное ядро (лат. Nucleus lentiformis) — область мозга, входящая в состав базальных ядер.

## Топография
Находится латеральнее таламуса и хвостатого ядра. От таламуса чечевицеобразное ядро отделяет задняя ножка внутренней капсулы. Нижняя поверхность переднего отдела чечевицеобразного ядра прилежит к переднему продырявленному веществу (лат. substantia perforata interpeduncularis anterior) и соединяется с хвостатым ядром (лат. nucleus caudatus). Латеральная поверхность чечевицеобразного ядра обращена к основанию островковой доли полушария большого мозга и отделена наружной капсулой от ограды.
Две параллельные вертикальные прослойки белого вещества делят чечевицеобразное ядро на три части. Латерально лежит скорлупа (лат. putamen), она имеет более тёмную окраску. Медиальнее скорлупы расположены две светлые мозговые пластинки — медиальная мозговая пластинка и латеральная мозговая пластинка (лат. laminae medullares medialis et lateralis), их объединяют общим названием «бледный шар» (лат. globus pallidus).

## Филогенез
Головка хвостатого ядра и скорлупа являются филогенетически более новыми образованиями (лат. neostriatum). В их структуре различают пятна — «стриосомы», функционально связанные с лимбической системой. Между «стриосомами» находится так называемый «матрикс», состоящий преимущественно из приходящих волокон и связанный с экстрапирамидной моторной системой. Бледный шар (лат. globus pallidus) — филогенетически более старое образование (лат. paleostriatum). Его дорсальная часть вовлечена в «экстрапирамидный моторный цикл» управления позой и инициации движений.